# Galații Bistriței
Galații Bistriței é uma comuna romena localizada no distrito de Bistrița-Năsăud, na região histórica da Transilvânia. A comuna possui uma área de 71.26 km² e sua população era de 2529 habitantes segundo o censo de 2007.